# Giro del Lazio 1978
Il Giro del Lazio 1978, quarantaquattresima edizione della corsa, si svolse il 16 settembre 1978. La vittoria fu appannaggio dell'italiano Francesco Moser, il quale precedette lo svedese Bernt Johansson e il belga Roger De Vlaeminck.

## Ordine d'arrivo (Top 10)
| Pos. | Corridore                | Squadra                    | Tempo |
| ---- | ------------------------ | -------------------------- | ----- |
| 1    | Francesco Moser          | Sanson-Campagnolo          |       |
| 2    | Bernt Johansson          | Fiorella Mocassini-Citroën |       |
| 3    | Roger De Vlaeminck       | Sanson-Campagnolo          |       |
| 4    | Bernard Hinault          | Renault-Gitane-Campagnolo  |       |
| 5    | Gianbattista Baronchelli | Scic-Bottecchia            |       |
| 6    | Alfio Vandi              | Magniflex-Torpado          |       |
| 7    | Mario Beccia             | Sanson-Campagnolo          |       |
| 8    | Johan De Muynck          | Bianchi-Faema              |       |
| 9    | Luciano Borgognoni       | Vibor                      |       |
| 10   | Silvano Contini          | Bianchi-Faema              |       |